# Meidericher Spielverein Duisburg 1967-1968
Questa voce raccoglie le informazioni riguardanti il Meidericher Spielverein Duisburg nelle competizioni ufficiali della stagione 1967-1968.

## Stagione
Nella stagione 1967-1968 il Duisburg, allenato da Gyula Lóránt, concluse il campionato di Bundesliga al 7º posto. In Coppa di Germania il Duisburg fu eliminato agli ottavi di finale dal Bayern Monaco.

## Rosa
| N. |                     | Ruolo | Calciatore        |
| -- | ------------------- | ----- | ----------------- |
|    | Germania (bandiera) | P     | Dietmar Linders   |
|    | Germania (bandiera) | P     | Manfred Manglitz  |
|    | Germania (bandiera) | D     | Michael Bella     |
|    | Germania (bandiera) | D     | Herbert Bruckmann |
|    | Germania (bandiera) | D     | Hartmut Heidemann |
|    | Germania (bandiera) | D     | Werner Lotz       |
|    | Germania (bandiera) | D     | Manfred Müller    |
|    | Germania (bandiera) | D     | Detlef Pirsig     |
|    | Germania (bandiera) | D     | Günter Preuß      |
|    | Germania (bandiera) | D     | Kurt Rettkowski   |
|    | Germania (bandiera) | D     | Johann Sabath     |
|    | Germania (bandiera) | C     | Willibert Kremer  |

| N. |                        | Ruolo | Calciatore              |
| -- | ---------------------- | ----- | ----------------------- |
|    | Germania (bandiera)    | C     | Bernd Lehmann           |
|    | Paesi Bassi (bandiera) | C     | Heinz van Haaren        |
|    | Germania (bandiera)    | A     | Rainer Budde            |
|    | Germania (bandiera)    | A     | Pille Gecks             |
|    | Germania (bandiera)    | A     | Bernd Hoffmann          |
|    | Germania (bandiera)    | A     | Erwin Kostedde          |
|    | Germania (bandiera)    | A     | Jürgen Kowalski         |
|    | Germania (bandiera)    | A     | Ludwig Nolden           |
|    | Serbia (bandiera)      | A     | Đorđe Pavlić            |
|    | Germania (bandiera)    | A     | Heinz Pflügge           |
|    | Germania (bandiera)    | A     | Hans-Joachim Schellberg |
|    | Germania (bandiera)    | A     | Horst Wild              |

## Organigramma societario
Area tecnica
- Allenatore: Gyula Lóránt
- Allenatore in seconda:
- Preparatore dei portieri:
- Preparatori atletici:

## Calciomercato

### Sessione estiva
| Acquisti | Acquisti       | Acquisti           | Acquisti |
| R.       | Nome           | da                 | Modalità |
| -------- | -------------- | ------------------ | -------- |
| A        | Rainer Budde   | Fortuna Düsseldorf |          |
| A        | Erwin Kostedde | Preußen Münster    |          |
| C        | Bernd Lehmann  | Preußen Krefeld    |          |
| A        | Horst Wild     | Karlsruhe          |          |

| Cessioni | Cessioni        | Cessioni                | Cessioni |
| R.       | Nome            | a                       | Modalità |
| -------- | --------------- | ----------------------- | -------- |
| P        | Bernd Becker    | Eintracht Gelsenkirchen |          |
| C        | Werner Krämer   | Amburgo                 |          |
| A        | Carl-Heinz Rühl | Colonia                 |          |
| P        | Erich Staude    | Fichte Bielefeld        |          |

## Risultati

### Bundesliga

#### Girone di andata
| Arbitro: | Horstmann |

|                             |           |                               |
| Pavlić 19’ (rig.) Gecks 37’ | Marcatori | 31’ (aut.) Lotz 84’ Neuberger |

| Arbitro: | Ohmsen |

|  |           |                          |
|  | Marcatori | 77’ van Haaren 84’ Gecks |

| Arbitro: | Heumann |

|                                      |           |          |
| Wild 32’ Kostedde 62’ van Haaren 81’ | Marcatori | 24’ Lang |

| Arbitro: | Linn |

|            |           |                                    |
| Krämer 32’ | Marcatori | 12’ Budde 24’ van Haaren 66’ Gecks |

| Arbitro: | Biwersi |

|  |           |            |
|  | Marcatori | 77’ Sztáni |

| Arbitro: | Siebert |

|               |           |                |
| Ackermann 12’ | Marcatori | 58’ van Haaren |

| Arbitro: | Binder |

|                                 |           |                                  |
| Pavlić 17’ (rig.) Heidemann 82’ | Marcatori | 18’ Dulz 32’ Moll 34’ Saborowski |

| Arbitro: | Deuschel |

|  |           |           |
|  | Marcatori | 88’ Budde |

| Arbitro: | Kreitlein |

|          |           |                 |
| Wild 14’ | Marcatori | 74’ Pohlschmidt |

| Arbitro: | Fritz |

|                                       |           |  |
| Entenmann 4’ Entenmann 5’ Larsson 55’ | Marcatori |  |

| Arbitro: | Betz |

|          |           |            |
| Wild 21’ | Marcatori | 65’ Ferner |

| Arbitro: | Reil |

|  |           |            |
|  | Marcatori | 69’ Pavlić |

| Arbitro: | Fritz |

|                     |           |  |
| Wild 63’ Pavlić 89’ | Marcatori |  |

| Arbitro: | Spinnler |

|                              |           |  |
| Overath 6’ Löhr 38’ Rühl 58’ | Marcatori |  |

| Arbitro: | Sturm |

|                             |           |  |
| Kostedde 22’, 70’ Budde 55’ | Marcatori |  |

| Arbitro: | Schreiner |

|                |           |                            |
| van Haaren 75’ | Marcatori | 23’ Bandura 29’ Straschitz |

| Arbitro: | Seekamp |

|  |           |                                         |
|  | Marcatori | 15’ Kostedde 27’ Lehmann 35’, 72’ Gecks |

#### Girone di ritorno
| Arbitro: | Heumann |

|                                |           |                                  |
| Wosab 4’ Emmerich 5’, 14’, 37’ | Marcatori | 39’ Gecks 67’ Heidemann 72’ Wild |

| Arbitro: | Schulz |

|                        |           |               |
| Gecks 32’ Kostedde 44’ | Marcatori | 70’ Weidlandt |

| Arbitro: | Handwerker |

|               |           |               |
| Lang 14’, 27’ | Marcatori | 75’ Heidemann |

| Arbitro: | Wengenmayer |

|                |           |                       |
| van Haaren 53’ | Marcatori | 47’ Dörfel 66’ Seeler |

| Arbitro: | Ohmsen |

|                                 |           |                       |
| Lotz 36’ Friedrich 50’ Solz 87’ | Marcatori | 46’ Lehmann 62’ Budde |

| Arbitro: | Riegg |

|                |           |                       |
| Budde 50’, 51’ | Marcatori | 31’ Laumen 44’ Wimmer |

| Arbitro: | Tschenscher |

|                             |           |  |
| Grzyb 16’ Moll 32’ Maas 60’ | Marcatori |  |

| Arbitro: | Fritz |

|                      |           |             |
| Pavlić 18’ Budde 44’ | Marcatori | 77’ Grosser |

| Arbitro: | Siebert |

|  |           |                              |
|  | Marcatori | 26’ Gecks 34’ Budde 54’ Wild |

| Arbitro: | Biwersi |

|                                   |           |                                     |
| Budde 15’ Heidemann 34’ Gecks 41’ | Marcatori | 25’ Handschuh 50’ Menne 64’ Huttary |

| Arbitro: | Schreiner |

|                                             |           |                          |
| Piontek 9’ Steinmann 79’ Höttges 83’ (rig.) | Marcatori | 27’ Kremer 65’, 68’ Wild |

| Arbitro: | Schäfer |

|                                                            |           |  |
| Budde 3’, 47’, 74’ Wild 17’, 78’ Kremer 18’ van Haaren 35’ | Marcatori |  |

| Arbitro: | Biwersi |

|                                                |           |               |
| van Haaren 2’ (aut.) Strehl 7’ Brungs 14’, 32’ | Marcatori | 82’ Heidemann |

| Arbitro: | Reil |

|                           |           |                       |
| Kremer 44’, 65’ Budde 66’ | Marcatori | 77’ Overath 87’ Weber |

| Arbitro: | Seiler |

|                                            |           |                                     |
| Krott 7’, 84’ Ferdinand 9’ Klostermann 23’ | Marcatori | 13’ Pavlić 22’ Gecks 60’, 90’ Budde |

| Arbitro: | Aldinger |

|                          |           |                    |
| Heynckes 55’ Skoblar 64’ | Marcatori | 31’ Budde 68’ Lotz |

| Arbitro: | Schulz |

|                           |           |                                     |
| Gecks 13’, 34’ Pavlić 80’ | Marcatori | 3’, 39’ Ohlhauser 48’ (rig.) Müller |

### Coppa di Germania
| Arbitro: | Binder |

|                                            |           |              |
| Kostedde 34’, 67’ Bella 39’ van Haaren 51’ | Marcatori | 87’ Rodekamp |

| Arbitro: | Ott |

|                                          |           |              |
| Ohlhauser 18’ Roth 41’ Müller 60’ (rig.) | Marcatori | 53’ Kowalski |

## Statistiche

### Statistiche di squadra
| Competizione      | Punti | In casa | In casa | In casa | In casa | In casa | In casa | In trasferta | In trasferta | In trasferta | In trasferta | In trasferta | In trasferta | Totale | Totale | Totale | Totale | Totale | Totale | DR  |
| Competizione      | Punti | G       | V       | N       | P       | Gf      | Gs      | G            | V            | N            | P            | Gf           | Gs           | G      | V      | N      | P      | Gf     | Gs     | DR  |
| ----------------- | ----- | ------- | ------- | ------- | ------- | ------- | ------- | ------------ | ------------ | ------------ | ------------ | ------------ | ------------ | ------ | ------ | ------ | ------ | ------ | ------ | --- |
| Bundesliga        | 36    | 17      | 7       | 6       | 4       | 38      | 25      | 17           | 6            | 4            | 7            | 31           | 33           | 34     | 13     | 10     | 11     | 69     | 58     | +11 |
| Coppa di Germania | -     | 1       | 1       | 0       | 0       | 4       | 1       | 1            | 0            | 0            | 1            | 1            | 3            | 2      | 1      | 0      | 1      | 5      | 4      | +1  |
| Totale            | 36    | 18      | 8       | 6       | 4       | 42      | 26      | 18           | 6            | 4            | 8            | 32           | 36           | 36     | 14     | 10     | 12     | 74     | 62     | +12 |

### Andamento in campionato
| Giornata  | 1 | 2 | 3 | 4 | 5 | 6 | 7 | 8 | 9 | 10 | 11 | 12 | 13 | 14 | 15 | 16 | 17 | 18 | 19 | 20 | 21 | 22 | 23 | 24 | 25 | 26 | 27 | 28 | 29 | 30 | 31 | 32 | 33 | 34 |
| --------- | - | - | - | - | - | - | - | - | - | -- | -- | -- | -- | -- | -- | -- | -- | -- | -- | -- | -- | -- | -- | -- | -- | -- | -- | -- | -- | -- | -- | -- | -- | -- |
| Luogo     | C | T | C | T | C | T | C | T | C | T  | C  | T  | C  | T  | C  | C  | T  | T  | C  | T  | C  | T  | C  | T  | C  | T  | C  | T  | C  | T  | C  | T  | T  | C  |
| Risultato | N | V | V | V | P | N | P | V | N | P  | N  | V  | V  | P  | V  | P  | V  | P  | V  | P  | P  | P  | N  | P  | V  | V  | N  | N  | V  | P  | V  | N  | N  | N  |
| Posizione | 9 | 4 | 3 | 3 | 5 | 4 | 8 | 6 | 6 | 7  | 6  | 5  | 5  | 7  | 4  | 7  | 4  | 6  | 5  | 7  | 9  | 10 | 10 | 13 | 9  | 6  | 8  | 8  | 7  | 9  | 8  | 8  | 7  | 7  |

Legenda:

Luogo: C = Casa; T = Trasferta. Risultato: V = Vittoria; N = Pareggio; P = Sconfitta.

### Statistiche dei giocatori
| Giocatore     | Bundesliga | Bundesliga | Bundesliga  | Bundesliga | Coppa di Germania | Coppa di Germania | Coppa di Germania | Coppa di Germania | Totale   | Totale | Totale      | Totale     |
| Giocatore     | Presenze   | Reti       | Ammonizioni | Espulsioni | Presenze          | Reti              | Ammonizioni       | Espulsioni        | Presenze | Reti   | Ammonizioni | Espulsioni |
| ------------- | ---------- | ---------- | ----------- | ---------- | ----------------- | ----------------- | ----------------- | ----------------- | -------- | ------ | ----------- | ---------- |
| M. Bella      | 34         | 0          | 0           | 0          | 1                 | 1                 | 0                 | 0                 | 35       | 1      | 0           | 0          |
| H. Bruckmann  | 0          | 0          | 0           | 0          | 0                 | 0                 | 0                 | 0                 | 0        | 0      | 0           | 0          |
| R. Budde      | 28         | 16         | 0           | 0          | 2                 | 0                 | 0                 | 0                 | 30       | 16     | 0           | 0          |
| P. Gecks      | 34         | 12         | 0           | 0          | 2                 | 0                 | 0                 | 0                 | 36       | 12     | 0           | 0          |
| H. Heidemann  | 33         | 5          | 0           | 0          | 2                 | 0                 | 0                 | 0                 | 35       | 5      | 0           | 0          |
| B. Hoffmann   | 2          | 0          | 0           | 0          | 0                 | 0                 | 0                 | 0                 | 2        | 0      | 0           | 0          |
| E. Kostedde   | 19         | 5          | 0           | 0          | 1                 | 2                 | 0                 | 0                 | 20       | 7      | 0           | 0          |
| J. Kowalski   | 4          | 0          | 0           | 0          | 1                 | 1                 | 0                 | 0                 | 5        | 1      | 0           | 0          |
| W. Kremer     | 7          | 4          | 0           | 0          | 0                 | 0                 | 0                 | 0                 | 7        | 4      | 0           | 0          |
| B. Lehmann    | 15         | 2          | 0           | 0          | 2                 | 0                 | 0                 | 0                 | 17       | 2      | 0           | 0          |
| D. Linders    | 3          | 0          | 0           | 0          | 0                 | 0                 | 0                 | 0                 | 3        | 0      | 0           | 0          |
| W. Lotz       | 30         | 1          | 0           | 0          | 1                 | 0                 | 0                 | 0                 | 31       | 1      | 0           | 0          |
| M. Manglitz   | 33         | 0          | 0           | 0          | 2                 | 0                 | 0                 | 0                 | 35       | 0      | 0           | 0          |
| M. Müller     | 16         | 0          | 0           | 1          | 0                 | 0                 | 0                 | 0                 | 16       | 0      | 0           | 1          |
| L. Nolden     | 0          | 0          | 0           | 0          | 0                 | 0                 | 0                 | 0                 | 0        | 0      | 0           | 0          |
| Đ. Pavlić     | 30         | 7          | 0           | 0          | 2                 | 0                 | 0                 | 0                 | 32       | 7      | 0           | 0          |
| H. Pflügge    | 1          | 0          | 0           | 0          | 0                 | 0                 | 0                 | 0                 | 1        | 0      | 0           | 0          |
| D. Pirsig     | 23         | 0          | 0           | 0          | 2                 | 0                 | 0                 | 0                 | 25       | 0      | 0           | 0          |
| G. Preuß      | 0          | 0          | 0           | 0          | 0                 | 0                 | 0                 | 0                 | 0        | 0      | 0           | 0          |
| K. Rettkowski | 6          | 0          | 0           | 0          | 1                 | 0                 | 0                 | 0                 | 7        | 0      | 0           | 0          |
| J. Sabath     | 10         | 0          | 0           | 0          | 1                 | 0                 | 0                 | 0                 | 11       | 0      | 0           | 0          |
| H. Schellberg | 0          | 0          | 0           | 0          | 0                 | 0                 | 0                 | 0                 | 0        | 0      | 0           | 0          |
| H. Wild       | 31         | 10         | 0           | 0          | 2                 | 0                 | 0                 | 0                 | 33       | 10     | 0           | 0          |
| H. van Haaren | 34         | 7          | 0           | 0          | 2                 | 1                 | 0                 | 0                 | 36       | 8      | 0           | 0          |